# Johann Friedrich Doles

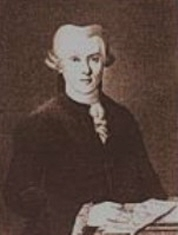
Johann Friedrich Doles

Johann Friedrich Doles, född 23 april 1715, död 8 februari 1797, var en tysk kompositör och elev till J.S. Bach. Han studerade vid Leipzigs universitet. Han var 1755-1789 kantor vid Thomasskolan i Leipzig och musikdirektör vid stadens två förnämsta kyrkor. Han dirigerade 1789 uppförandet av Bachs motett Singet dem Herrn  som lär ha gjort ett sådant djupt intryck på Mozart.
Doles skrev en avhandling om sång som antas förmedla vissa delar av Bachs egna metoder. Hans många kompositioner (koraler, motetter, mässor, m. m.) röjer inflytande dels från läromästaren Bach, dels från italienska operan. I ett företal till kantaten Ich komme vor dein angesicht vill han bannlysa fugan ur kyrkomusiken.